# Jan Beerblock
Jan Beerblock (Brugge, 10 november 1739 - aldaar, 10 oktober 1806), was een Vlaams schilder en tekenaar die werkte in de Vlaamse stad Brugge.
Zijn werk ligt mede aan de basis van de beeldvorming van de stad Brugge in de 18e eeuw. Historische gebouwen en de mens in zijn dagelijkse bezigheid stonden centraal.

## Gecontesteerd
Jan Beerblock was reeds van in zijn tienerjaren een begaafd tekenaar. Eerst werkte hij op zelfstandige basis en werd later opgemerkt door een rijke Bruggeling, die hem liet inschrijven aan de Brugse Academie. Hij studeerde af in 1772, toen hij reeds 33 jaar was.
Enkele werken die niet gesigneerd zijn worden meestal aan hem toegewezen omwille van zijn eigen stijl. Sommige werken blijken na datum te zijn gemaakt, wat meestal te zien is als men ze vergelijkt met ander werk.

Zo is er een anachronisme bij een afbeelding van de Grote Markt, waar het Belfort nog bekroond is met een houten torenspits en bij de Onze-Lieve-Vrouwekerk de hoektorens reeds zijn afgebroken; een toestand die nooit gelijktijdig was. Dit heeft tot gevolg dat historici enkele van zijn werken in twijfel trekken wat de originaliteit betreft, vooral als het om details gaat.

## Enkele werken

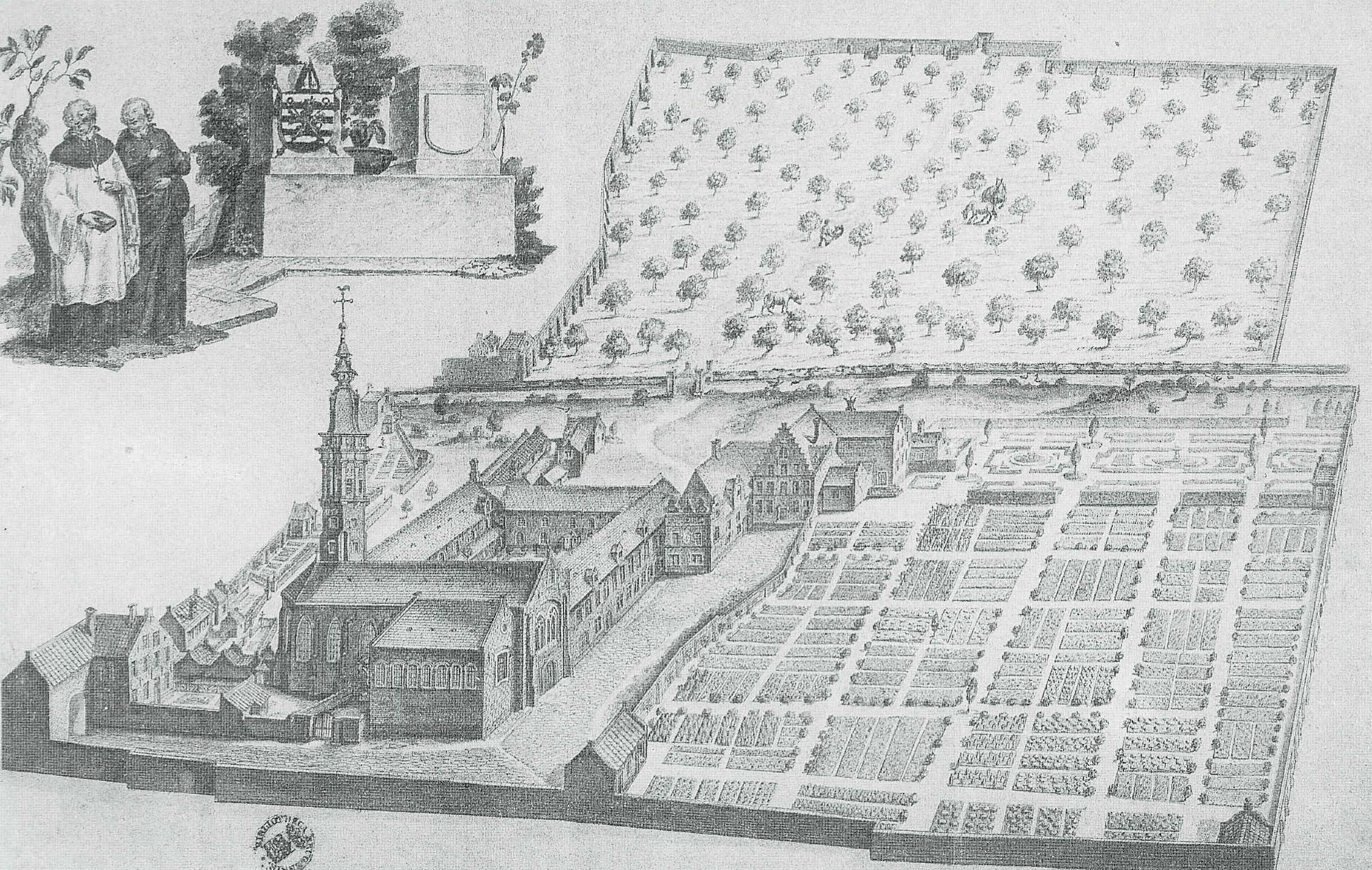
Eekhoutabdij.
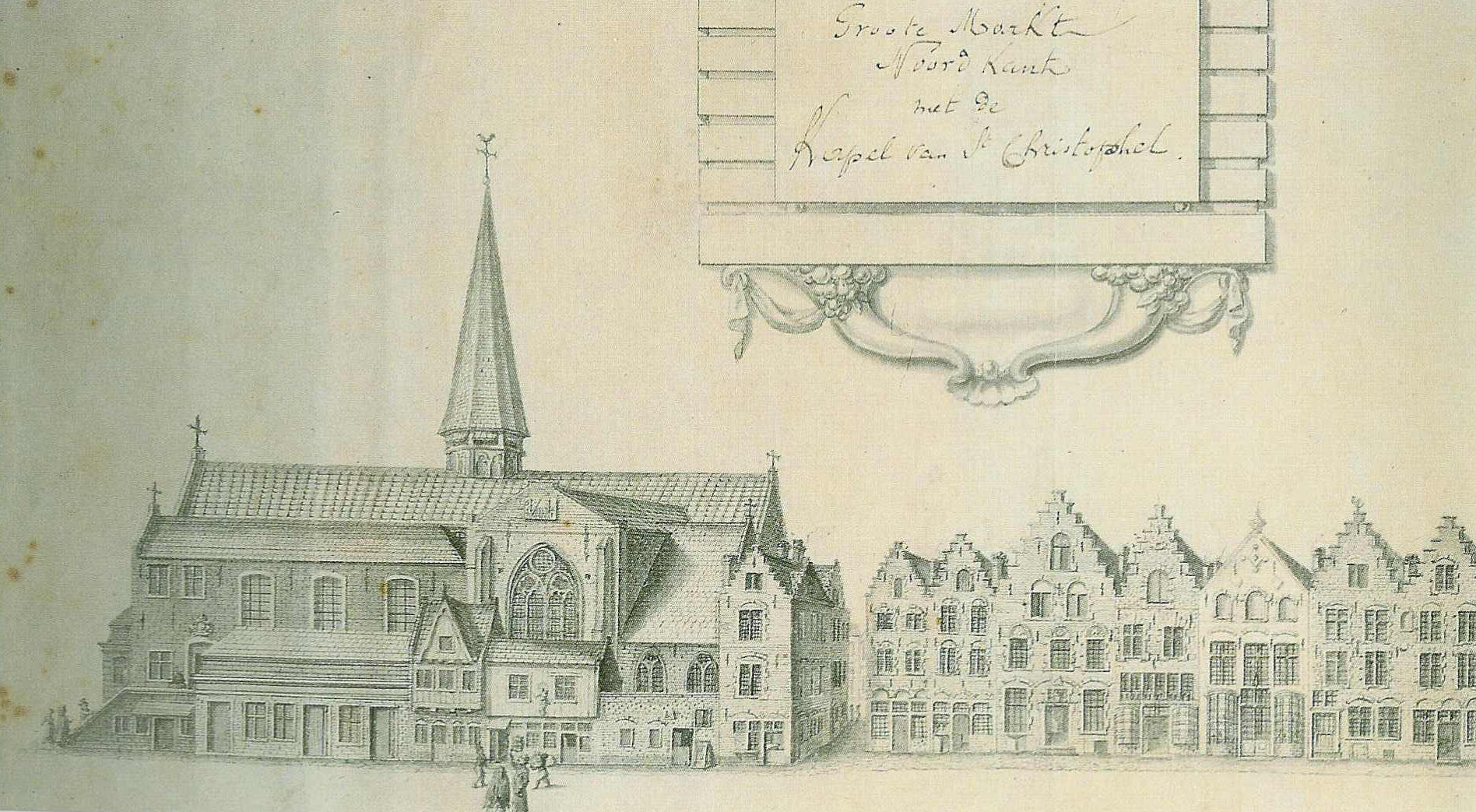
De Grote Markt.
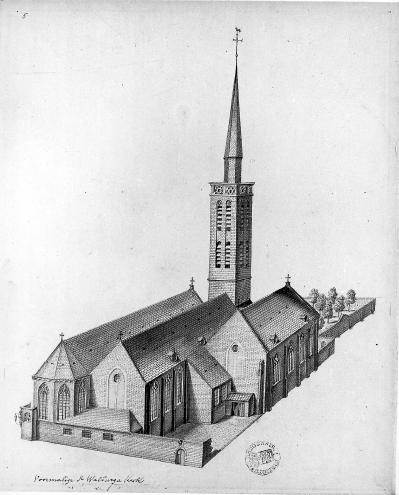
De oude Sint-Walburgakerk.
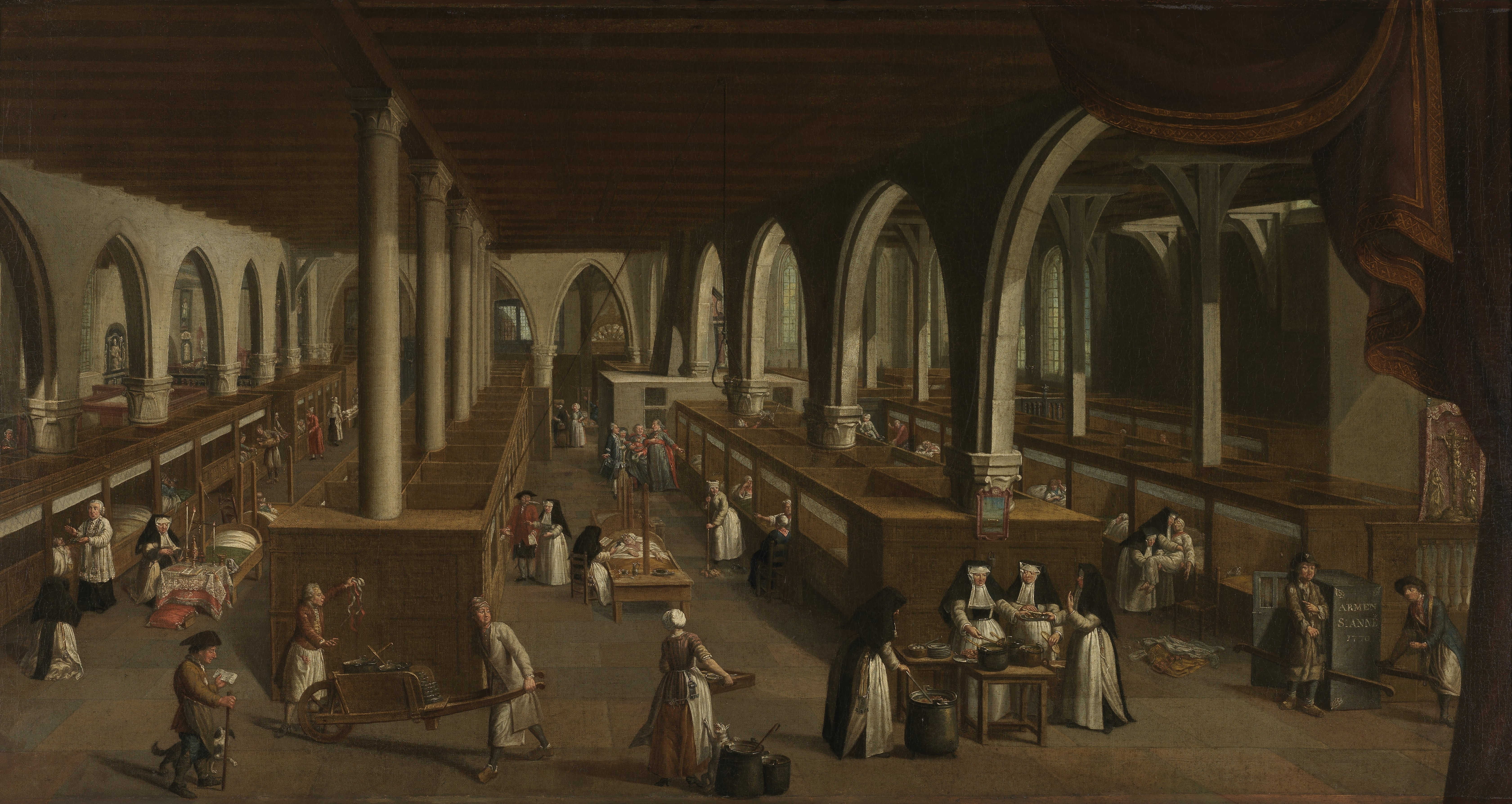
Middeleeuwse ziekenzaal in het Sint-Janshospitaal in Brugge rond 1778
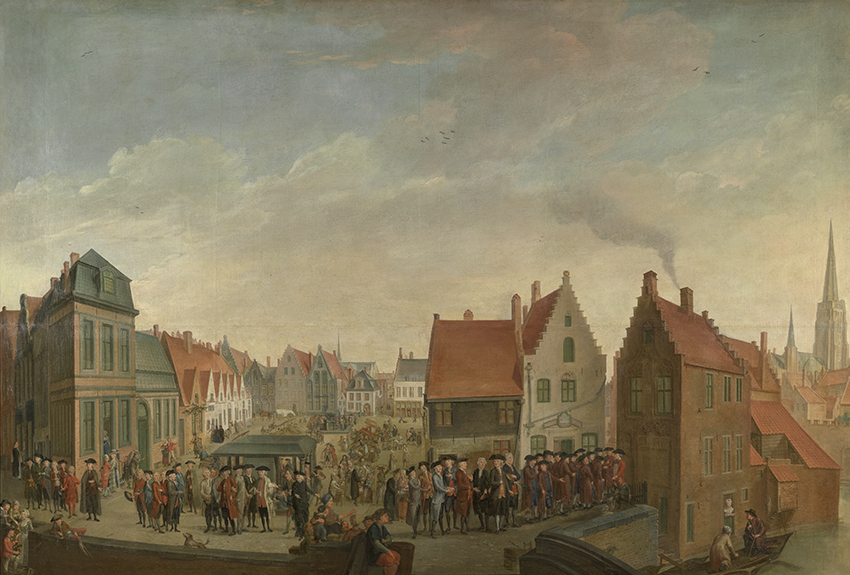
De Braamberg in Brugge, 1788 (Groeningemuseum).
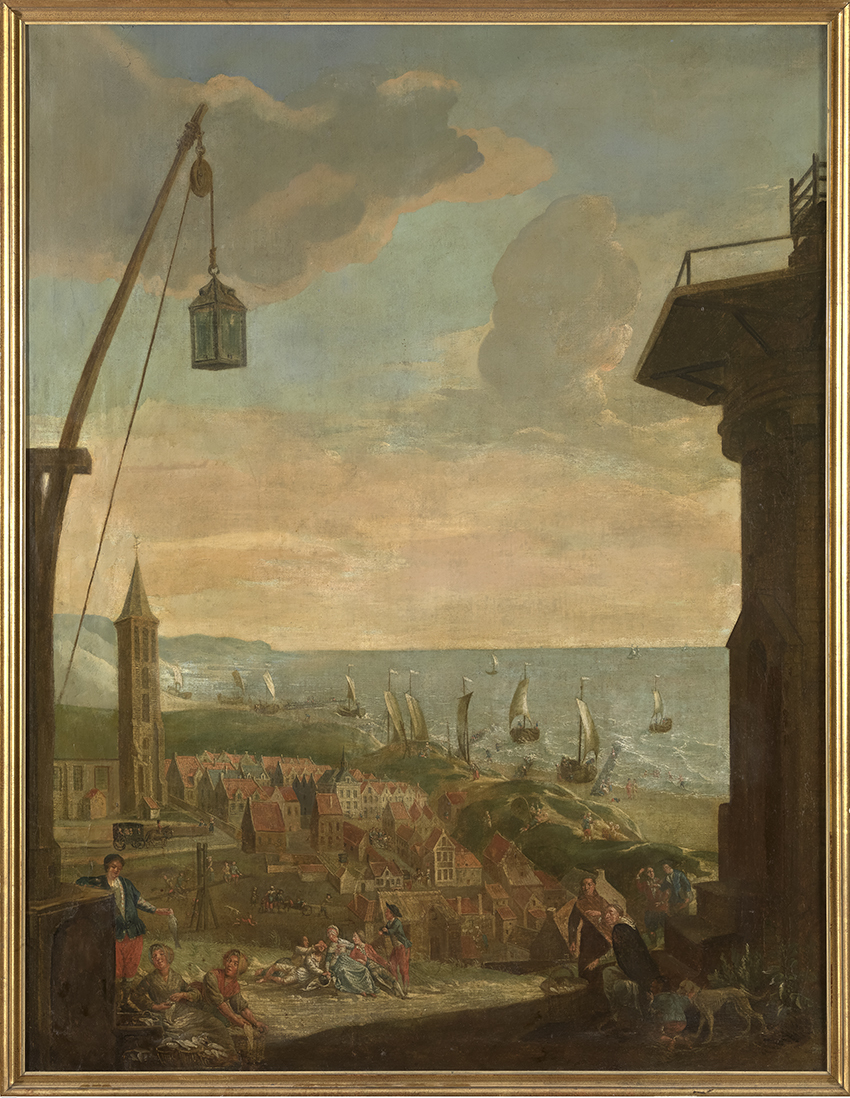
Gezicht op Blankenberghe, ca. 1796-1804 (Groeningemuseum).

- Biografisch Portaal: 45276079
- RKD-Nederlands Instituut voor Kunstgeschiedenis: 5833
- Union List of Artist Names: 500080722
- Virtual International Authority File: 96258472